# 89. vestlige længdekreds
Den 89. vestlige længdekreds (eller 89 grader vestlig længde) er en længdekreds, der ligger 89 grader vest for nulmeridianen. Den løber gennem Ishavet, Nordamerika, Mellemamerika, Stillehavet, det Sydlige Ishav og Antarktis.